# West Amwell Township
Pour les articles homonymes, voir Amwell.
West Amwell Township est un township américain situé dans le comté de Hunterdon au New Jersey.

## Géographie
West Amwell Township comprend les localités de Bowlryville, Bowne, Linvale, Mount Airy, Oakdale et Rocktown.
La municipalité s'étend sur 21,78 milles carrés (56,41 km2) dont 0,19 mille carré (0,49 km2) d'étendues d'eau.
| Delaware Township                            | East Amwell Township                | East Amwell Township                |
| Lambertville                                 | West Amwell Township                | Hopewell Township (comté de Mercer) |
| New Hope et Solebury Township (Pennsylvanie) | Hopewell Township (comté de Mercer) | Hopewell Township (comté de Mercer) |

## Histoire
La région de la vallée d'Amwell est d'abord habitée par les Lenapes. Des colons allemands, anglais et hollandais s'y installent au début du XVIIIe siècle pour se consacrer à l'agriculture.
Le township de West Amwell est créé le 6 avril 1846 par un référendum qui divise l'ancien township d'Amwell en deux. Son nom ferait référence à la ville anglaise d'Amwell (en).
En 1849, la localité de Lambertville devient une municipalité indépendante du township (town). Entre 1854 et 1897, des parties du territoire de West Amwell sont modifiées au profit du township d'East Amwell et au détriment du township de Delaware.

## Patrimoine

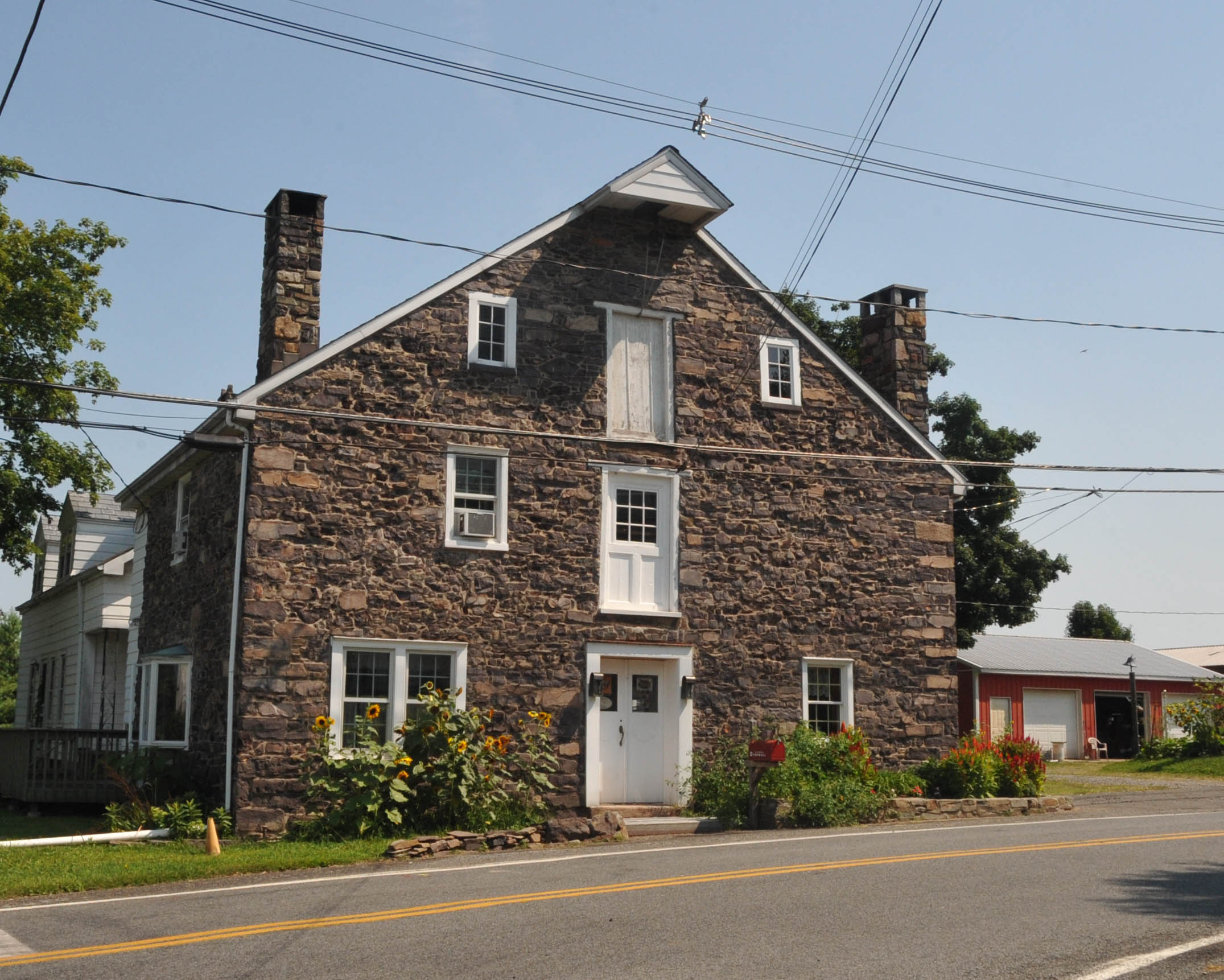
Une maison historique de Mount Airy.

Plusieurs districts historiques inscrits sur le Registre national des lieux historiques sont partiellement situés à West Amwell Township. Le township comprend notamment une partie du district du Delaware and Raritan Canal (en), la partie nord du district de Pleasant Valley, une localité rurale du XIXe siècle principalement située dans le comté de Mercer, et une partie du district de New Market, Linvale et Snydertown en grande partie situé dans le township d'East Amwell.
Le district de Mount Airy est quant à lui entièrement situé dans le township de West Amwell. Il comprend 28 biens contribuant à la valeur historique du village de Mount Airy, situé sur l'Alexauken Creek, un affluent du Delaware. La plupart des bâtiments du district datent du XIXe siècle, quelques-uns du XVIIIe siècle. Le district a conservé son atmosphère de village du XIXe siècle avec ses édifices d'architecture vernaculaire, influencée par les styles georgien, italianisant, victorien et Greek Revival.

## Démographie
Lors du recensement de 2010, la population de West Amwell est de 3 840 habitants.